# EC Juventude
Der Esporte Clube Juventude, meist nur Juventude genannt, ist ein Fußballverein aus der rund 400.000 Einwohner zählenden Stadt Caxias do Sul (Ausspr. Kaschias) im brasilianischen Bundesstaat Rio Grande do Sul. Das brasilienübliche Maskottchen des Vereins ist Periquito, ein grüner Papagei. Größter Erfolg des derzeitigen Erstligisten ist der Sieg im brasilianischen Pokal von 1999.

## Geschichte

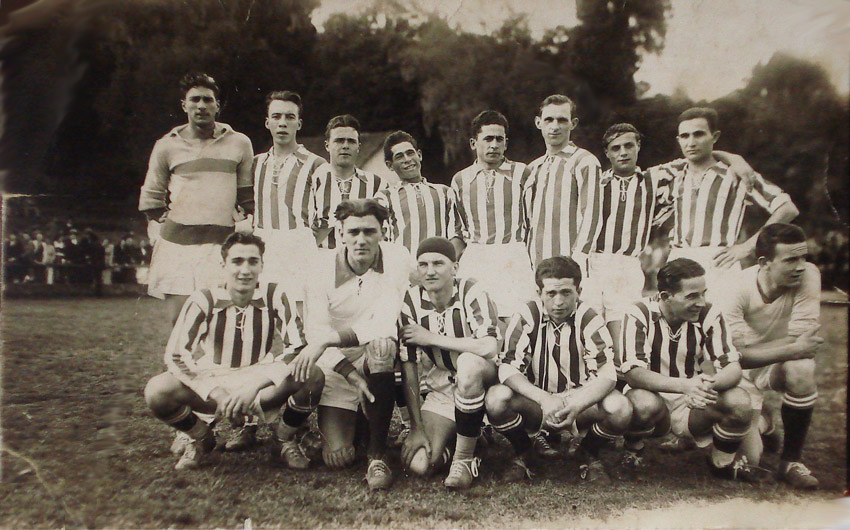
Juventude 1935 vor dem ersten Duell mit Ortsrivalen Flamengo

Der Klub wurde am 29. Juni 1913 von italienischen Einwanderern gegründet. Er war einer der ersten Fußballvereine in Rio Grande do Sul und gilt als der erste Brasiliens, der auf eine Initiative italienischer Immigranten zurückgeht. Knapp einen Monat nach der Gründung, am 20. Juli 1913, bestritt Juventude sein erstes Spiel gegen den FC Serrano und gewann mit 4:0. Die folgenden 23 Partien bis zum 8. März 1915 gewann Juventude ebenso. 1919 trat Juventude dem Fußballverband von Rio Grande do Sul bei. Ein Jahr danach verpflichtete der Verein einige Spieler aus Uruguay und etablierte eine Art semiprofessionellen Spielbetrieb.
1920 wurde die Stadtmeisterschaft von Caxias do Sul ins Leben gerufen. Den bis 1953 abgehaltenen Wettbewerb gewann Juventude 24 Mal. Hauptgegner war dabei Grêmio Esportivo Flamengo. Der 1935 begründete Verein sollte sich 5 Mal die Stadtmeisterschaft sichern können. Das Duell „Fla-Ju“ ist seit jener Zeit die Würze des Fußballgeschehens der Stadt. Bereits im ersten Spiel am 4. August 1935 schreckte Flamengo den Platzhirschen auf und siegte in einer Stadtmeisterschaftspartie mit 3:1.
Diese Rivalität dauerte bis zum Jahr 1971. In jener Zeit schlitterte Brasilien in eine Finanzkrise, und in Caxias do Sul mündete die Situation für die Fußballvereine in einer Existenzkrise. Die Erzrivalen Flamengo und Juventude entschlossen sich zu einer Vernunftehe und vereinten sich im Dezember 1971 zur Associação Caxias de Futebol. Die ACF erreichte zweimal einen respektablen vierten Platz bei der Staatsmeisterschaft. So auch 1975. Doch es war keine Liebesheirat und die Ehe wurde, vornehmlich auf Betreiben von Juventude, nach dem Wettbewerb aufgelöst. Dennoch machten die schwarz-weiß gekleideten Kicker der Spielgemeinschaft in ihrer kurzen Bestandszeit Geschichte als 1972 ihr Spiel gegen Grêmio FBPA das erste live in Farbe übertragene Spiel der brasilianischen Fernsehgeschichte wurde. Das Spiel endete 0:0 und Zeitzeugen berichten übereinstimmend, dass die Qualität des dargebotenen Fußballs dem Ereignis beileibe nicht gerecht wurde.
Flamengo nannte sich bald Sociedade Esportiva e Recreativa Caxias do Sul, wird aber meist nur kurz Caxias genannt. Noch am 11. Dezember 1975 kam es zur ersten Neuauflage des alten Fla-Ju-Derbies. Juventude gewann im Gouverneurs-Pokal mit 1:0 gegen die noch als ACF antretenden alten Rivalen. Der erste Clássico Ca-Ju fand im März 1976 statt, als sich die beiden Mannschaften bei einem Staatsmeisterschaftsspiel im Estádio Alfredo Jaconi mit 0:0 trennten.
In den Jahren von 1977 bis 1979 qualifiziert sich Juventude erstmals zur Teilnahme an der nationalen Meisterschaft, beeindruckt dort aber nicht. Bei Teilnehmerfeldern die von 64 bis 94 Vereinen reichen landet der Verein in der Endabrechnung jeweils im anonymen Mittelfeld. Auch 1986 und 1987 ist Juventude erstklassig. Tatsache ist jedoch, dass in jenen Jahren der Lokalrivale Caxias oft erfolgreicher ist. Caxias war auch bereits 1976 der erste Verein aus der Stadt der um die brasilianische Meisterschaft mitspielen durfte.
Einen wahren Geldregen bescherte 1993 die Partnerschaft mit dem zehn Jahre später insolvent gewordenen italienischen Unternehmen Parmalat, das unter anderem auch Klubs in Europa und einen Formel-1-Rennstall unterstützte. Bereits 1994 war Juventude erstmals Zweiter bei der Staatsmeisterschaft und nur 18 Monate nach Beginn der Beziehung wurde Juventude auch wieder national erstklassig.
1996 bezog Juventude im Finale der Staatsmeisterschaft mit 0:3 und 0:4 gegen Grêmio FBPA aus Porto Alegre klare Niederlagen. Nur zwei Jahre später drang Juventude erneut in das Finale des Campeonato Gaúcho vor, doch diesmal gewann Juventude nach einem 3:1 zu Hause und einem 0:0 beim Rückspiel gegen den SC Internacional in Porto Alegre mit der Staatsmeisterschaft von Rio Grande do Sul den ersten bedeutenden Titel. Im Folgejahr konnte sogar der brasilianische Pokal nach Caxias do Sul geholt werden. Im Finale besiegte Juventude dabei den Carioca Traditionsverein Botafogo. Dieser Erfolg berechtigte zum bisher einzigen Start in der Copa Libertadores, wo allerdings bereits in der ersten Runde das Aus kam. 1999 stieg Juventude zwar formell aus der Série A ab, aber ein Skandal führte zur Aufstockung des Oberhauses auf 115 Vereine und hielt so dem Verein die Klasse.
2007 endete der Höhenflug einstweilen. Nach 13 Jahren ununterbrochener Zugehörigkeit stieg der Verein aus der Série A ab. 2009 folgte der Abstieg in die Série C und 2010 sogar der Sturz in die Série D.
In der Série B 2020 gelang dem Klub der dritte Platz in der Liga und die Rückkehr in die Série A. Am Ende der Série A 2022 wurde Juventude 20. und musste in Série B absteigen. Dem Klub gelang mit einem zweiten Platz in der Série B 2023 der direkte Wiederaufstieg.

## Stadion und Trainingszentrum

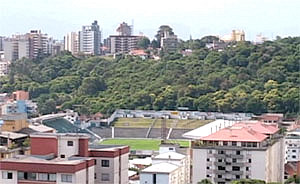
Estádio Alfredo Jaconi: Blick in die Kurve

Juventude trägt seine Heimspiele im modernen, vereinseigenen Estádio Alfredo Jaconi aus. Das am 23. März 1975 mit einem torlos ausgegangenen Spiel gegen Flamengo aus Rio eröffnete Stadion hat dieser Tage 23.726 Sitzplätze. Im nach einem Spieler, Trainer und Präsidenten der 1930er und 1940er benannten Stadion gab es den Rekordbesuch am 27. November 2002, als 27.740 Zuseher die 0:1-Niederlage im Viertelfinale um die nationale Meisterschaft gegen Grêmio mitverfolgten.
Neben dem Stadion besitzt Juventude auch ein 30 Hektar großes Trainingszentrum fünf Minuten vom Stadtzentrum entfernt. Dort gibt es unter anderem auch sieben Fußballfelder in Normgröße.

## Erfolge
- Série B: 1994
- Pokal von Brasilien: 1999
- Staatsmeisterschaft von Rio Grande do Sul: 1998
- Copa Federação Gaúcha de Futebol: 2011, 2012

## Spieler
- Doni
- Marcos Senna
- Tiago
- Fernando Menegazzo
- Roger Guerreiro
- Naldo
- Paulinho
- Dante

## Trainer
- Luiz Felipe Scolari (1982–1983, 1986–1987)
- Geninho (1996, 1999)
- Sebastião Lazaroni (2005)
- Osmar Loss (2010)
- Beto Almeida (2010)

## Statistik: Derbies Juventude gegen Caxias
Seit 1935 entwickelten sich der EC Juventude und die SER Caxias do Sul, bis 1971 als Grêmio Esportivo Flamengo bekannt, zu den traditionellen Rivalen der Stadt. Bis zum 28. Januar 2009, als sich beide Vereine im Centenário-Stadion in einer Staatsmeisterschaftsbegegnung mit 0:0 trennten, dem letzten in dieser Statistik berücksichtigten Aufeinandertreffen, standen sich beide Vereine insgesamt 259 mal gegenüber.
| EC Juventude                               | –             | SER Caxias   |
| Siege Juventude                            | Unentschieden | Siege Caxias |
| 94                                         | 83            | 82           |
| (374                                       | Tore          | 338)         |
| 1935–1971: 149 Spiele                      |               |              |
| 69                                         | 32            | 48           |
| 1975 - …: 110 Spiele                       |               |              |
| 25                                         | 51            | 34           |
| Staatsmeisterschaft (seit 1961): 80 Spiele |               |              |
| 21                                         | 34            | 25           |

## Frauenfußball
Juventude gründete im Spätjahr 1998 erstmals eine Sektion für Frauenfußball, die von 2004 bis 2006 drei Staatsmeistertitel gewinnen konnte. Nach etwas mehr als neun Jahren wurde die Frauenmannschaft im März 2008 aufgelöst. Nachdem bereits seit einiger Zeit wieder Mädchen im Jugendbereich mit den Jungs mit trainierten, wurde 2021 wurde ein Kader für die Teilnahme an Wettbewerben ins Leben gerufen.
Erfolge:
- Staatsmeisterschaft von Rio Grande do Sul: 2004, 2005, 2006